# ویلیام پترسون
ویلیام پترسون (به انگلیسی: William Paterson) سناتور سابق عضو حزب فدرالیست (آمریکا) بود. وی در سال ۱۷۸۹ تا ۱۷۹۰ میلادی سناتور ایالت نیوجرسی در سنای ایالات متحده آمریکا بود.